# Campionati svedesi di sci alpino 2004
I Campionati svedesi di sci alpino 2004 si sono svolti a Gällivare e a Hestra dal 20 marzo al 1º aprile. Il programma ha incluso gare di discesa libera, supergigante, slalom gigante, slalom speciale e combinata, tutte sia maschili sia femminili.
Trattandosi di competizioni valide anche ai fini del punteggio FIS, vi hanno partecipato anche sciatori di altre federazioni, senza che questo consentisse loro di concorrere al titolo nazionale svedese.

## Risultati

### Uomini

#### Discesa libera
| Pos. | Atleta        | Nazione |
| ---- | ------------- | ------- |
| 1    | Patrik Järbyn | Svezia  |
| 2    | ?             | ?       |
| 3    | ?             | ?       |

#### Supergigante
| Pos. | Atleta        | Nazione |
| ---- | ------------- | ------- |
| 1    | Patrik Järbyn | Svezia  |
| 2    | ?             | ?       |
| 3    | ?             | ?       |

#### Slalom gigante
| Pos. | Atleta                 | Nazione  | Tempo   |
| ---- | ---------------------- | -------- | ------- |
| 1    | Alexander Feinestam    | Svezia   | 2:24,35 |
| 1    | Anton Lahdenperä       | Svezia   | 2:51,05 |
| 3    | Charlie Bergendahl     | Svezia   | 2:24,50 |
| 4    | Niklas Rainer          | Svezia   | 2:24,93 |
| 5    | Fredrik Nordh          | Svezia   | 2:25,15 |
| 6    | Patrik Järbyn          | Svezia   | 2:25,40 |
| 7    | Hans Olsson            | Svezia   | 2:25,46 |
| 8    | Herman Haver-Mathiesen | Norvegia | 2:25,57 |
| 9    | Olof Buchar            | Svezia   | 2:26,48 |
| 10   | John Buchar            | Svezia   | 2:26,50 |

Data: 1º aprile

Località: Gällivare

#### Slalom speciale
| Pos. | Atleta              | Nazione   | Tempo   |
| ---- | ------------------- | --------- | ------- |
| 1    | Alexander Feinestam | Svezia    | 1:25,78 |
| 2    | Oscar Andersson     | Svezia    | 1:25,81 |
| 3    | Johan Brolenius     | Svezia    | 1:25,93 |
| 4    | André Myhrer        | Svezia    | 1:26,11 |
| 5    | Magnus Andersson    | Svezia    | 1:26,55 |
| 6    | Jouni Kaitala       | Finlandia | 1:26,71 |
| 7    | Charlie Bergendahl  | Svezia    | 1:27,16 |
| 8    | André Björk         | Svezia    | 1:27,47 |
| 9    | Jörgen Ollas        | Svezia    | 1:27,49 |
| 10   | John Buchar         | Svezia    | 1:27,61 |

Data: 20 marzo

Località: Hestra

#### Combinata
| Pos. | Atleta              | Nazione |
| ---- | ------------------- | ------- |
| 1    | Alexander Feinestam | Svezia  |
| 2    | ?                   | ?       |
| 3    | ?                   | ?       |

### Donne

#### Discesa libera
| Pos. | Atleta       | Nazione |
| ---- | ------------ | ------- |
| 1    | Nina Hansson | Svezia  |
| 2    | ?            | ?       |
| 3    | ?            | ?       |

#### Supergigante
| Pos. | Atleta    | Nazione |
| ---- | --------- | ------- |
| 1    | Nike Bent | Svezia  |
| 2    | ?         | ?       |
| 3    | ?         | ?       |

#### Slalom gigante
| Pos. | Atleta                | Nazione | Tempo   |
| ---- | --------------------- | ------- | ------- |
| 1    | Maria Pietilä Holmner | Svezia  | 2:29,26 |
| 2    | Janette Hargin        | Svezia  | 2:29,91 |
| 3    | Christine Hargin      | Svezia  | 2:30,05 |
| 4    | Andrea Berntorp       | Svezia  | 2:30,28 |
| 5    | Susanne Ekman         | Svezia  | 2:30,59 |
| 6    | Kristina Hultdin      | Svezia  | 2:30,79 |
| 7    | Therese Borssén       | Svezia  | 2:31,42 |
| 8    | Sofie Olofsson        | Svezia  | 2:31,99 |
| 9    | Ebba Norberg          | Svezia  | 2:32,42 |
| 10   | Carolina Nordh        | Svezia  | 2:32,46 |

Data: 1º aprile

Località: Gällivare

#### Slalom speciale
| Pos. | Atleta                | Nazione | Tempo   |
| ---- | --------------------- | ------- | ------- |
| 1    | Maria Pietilä Holmner | Svezia  | 1:31,74 |
| 2    | Anja Pärson           | Svezia  | 1:32,28 |
| 3    | Anna Ottosson         | Svezia  | 1:32,53 |
| 4    | Sofie Olofsson        | Svezia  | 1:32,56 |
| 5    | Malin Hultdin         | Svezia  | 1:32,91 |
| 6    | Frida Hansdotter      | Svezia  | 1:32,92 |
| 7    | Kristina Hultdin      | Svezia  | 1:33,27 |
| 8    | Ida Söderberg         | Svezia  | 1:33,33 |
| 9    | Therese Borssén       | Svezia  | 1:33,46 |
| 10   | Susanne Ekman         | Svezia  | 1:33,78 |

Data: 20 marzo

Località: Hestra

#### Combinata
| Pos. | Atleta                | Nazione |
| ---- | --------------------- | ------- |
| 1    | Maria Pietilä Holmner | Svezia  |
| 2    | ?                     | ?       |
| 3    | ?                     | ?       |